# Faça Fácil
Faça Fácil é uma revista brasileira mensal, destinada a mulheres modernas, publicada pela On Line Editora.

## História
A Faça Fácil foi lançada inicialmente como edição especial da antiga revista Criativa (1982)- revista de ideias de decoração, faça você mesmo, e artesanato, pertencente à Rio Gráfica Editora, das Organizações Globo, de Roberto Marinho. Com a criação da Editora Globo em São Paulo em 1990, a jornalista Nancy Weber, foi convidada para dirigir o título. Nancy trabalhou anteriormente na Editora Abril, chefiando a redação das revistas Capricho e Carícia (depois Editora Azul), que lhe renderam dois prêmios Abril de Jornalismo por matérias de serviço e comportamento. No Rio de Janeiro, havia participado do projeto da revista Criativa em 1981 e depois chefiou a sucursal da Rio Gráfica Editora em São Paulo, inclusive das revistas Criativa e Moda Brasil.
Ao assumir a direção de redação da Faça Fácil, Weber reformulou o produto com objetivo de promover o artesão e inovar o artesanato brasileiro. A revista obteve enorme receptividade tornando-se referência no mercado. Com o aumento de vendas, o título passou a editar o primeiro suplemento mensal de decoração para festas, além de edições especiais temáticas de artesanato. Nancy Weber deixou a revista em 1997. Um ano depois (1998), a Editora Globo tirou de circulação vários títulos de sucesso, entre os quais Faça Fácil, dirigida, então, por Vitória Facchina. Também deixaram de circular Moda Moldes, Querida, Destino e Speak Up.
Dez anos mais tarde, em 2008, o título Faça Fácil foi adquirido pela editora On Line Editora com uma tiragem de 80 mil exemplares mensais e circulação em todo o território nacional, abrangendo temas diversificados, como moda, culinária, beleza e decoração.
A revista Faça Fácil, quando na Editora Globo, teve muitas vezes seu título confundido com o da revista Fácil, Fácil, da Editora Abril, que posteriormente veio concorrer na mesma faixa de mercado da Faça Fácil.